# フォルクスワーゲン ブラチスラヴァ工場
フォルクスワーゲン ブラチスラヴァ工場（Volkswagen Bratislava Plant）は、スロバキアのブラチスラヴァに所在するフォルクスワーゲン・グループ所有のテストコースを併設した自動車生産工場である。

## 歴史
チェコスロバキア内での自動車生産を拡大するために共産党の後押しで潤沢な資金が集められ、1969年にイタリアのアルファロメオと提携したが、提案された新型車の開発はクレイ製モックアップまでの段階に留まった。
1971年7月1日にシュコダ車の下請け生産のためにBratislavské Automobilové Závody (BAZ)が設立されたが、プレス部品と組み立て部品の全てはチェコ側のシュコダ社から供給されていた。この工場ではムラダー・ボレスラフのシュコダ社で設計された731（サルーン）、732 Damage（ステーションワゴン）やBAZブランドの小型 (MNA) と中型トラック (SNA) を生産し始めた。後に開発されたモデルの中には3ドア・クーペのLocustaも含まれていた。
タトラ社との提携を進めていった結果、知名度の高いプラガ・V3S (Praga V3S) といった軍用車両も生産した。
(Devínska Nová Ves) 地区にある新しい居住区域の建設により工場の拡張が促進されたことを受けて1982年にシュコダ・ガルデ (Škoda Garde) の生産が始まるとBAZ車の生産は終了した。しかし、チェコ側にある親工場からの部品供給は遅れがちで、しばしばたった一つの部品待ちで未完成のまま出荷できずに保管される車が出ることとなった。この工場では後にシュコダ・ラピッド (Škoda Rapid) 130/135/136 と並行してチェコスロバキア内各地のその他の自動車工場向けに様々な部品を生産した。

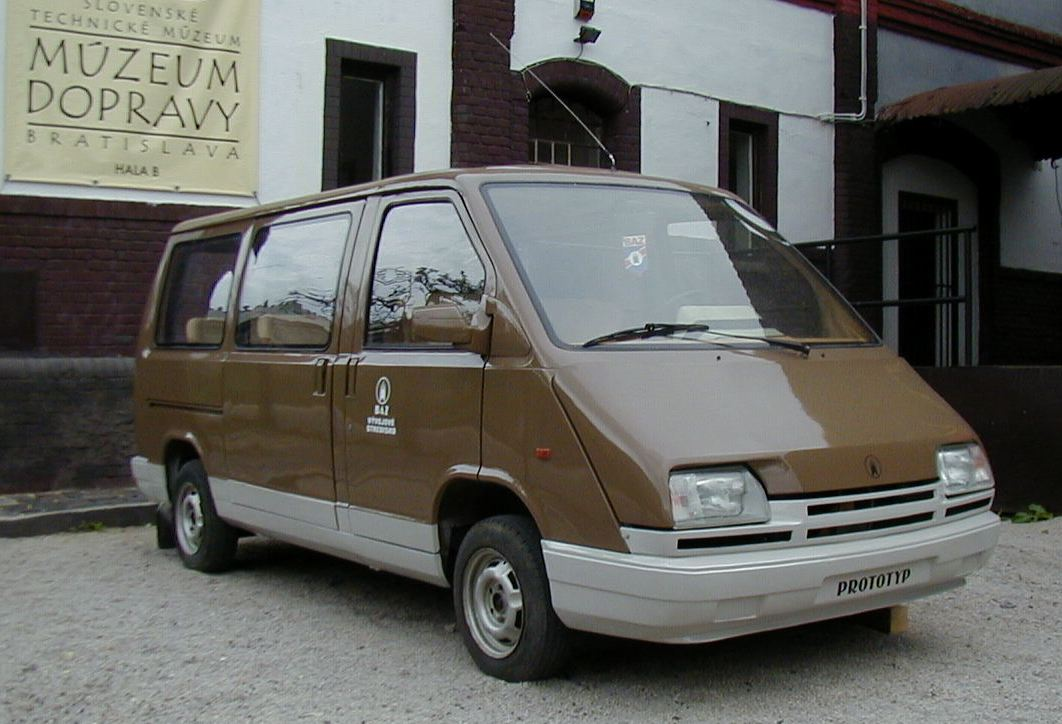
BAZ・MNAの試作車
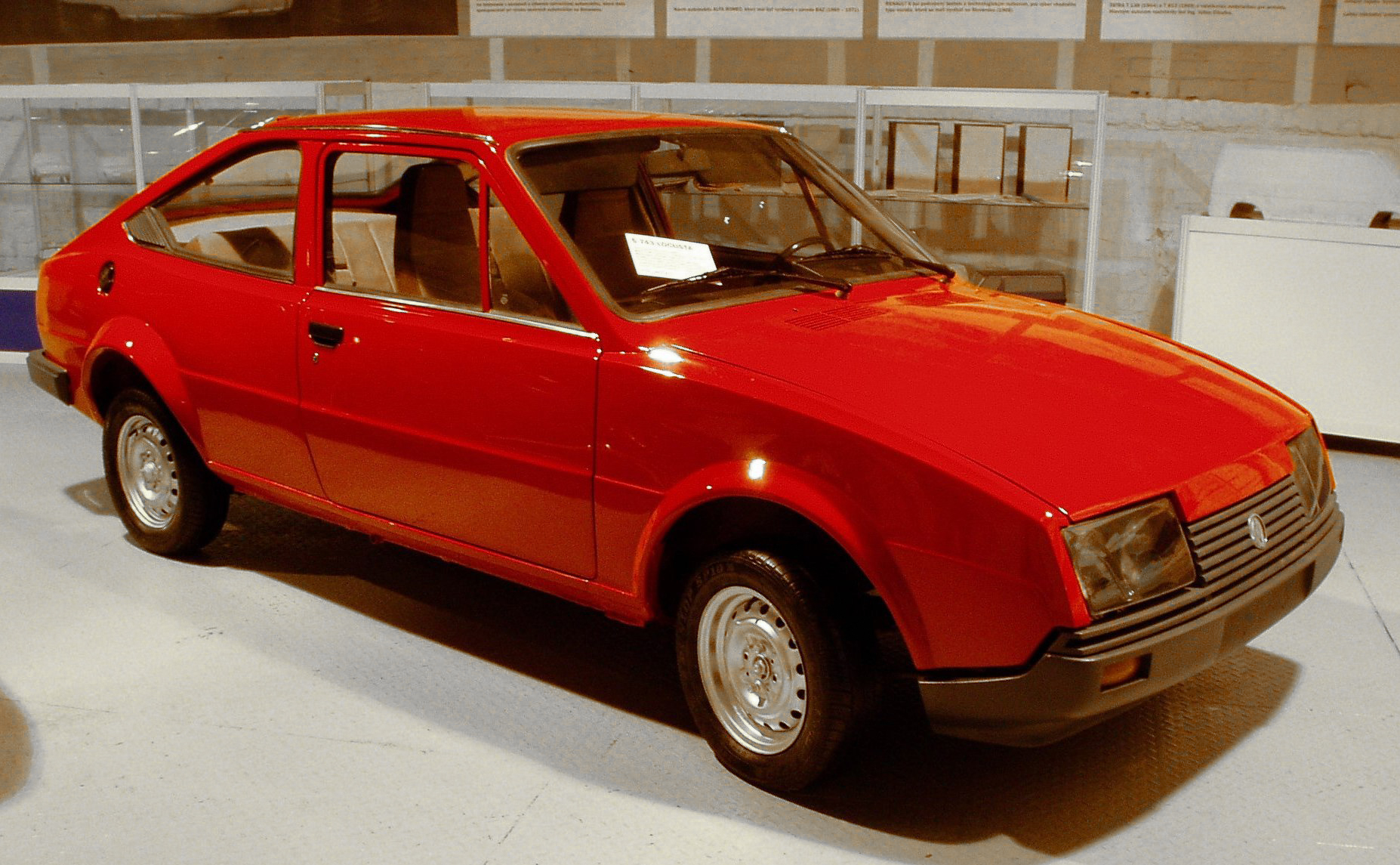
BAZ・Locusta 3ドア・クーペの試作車
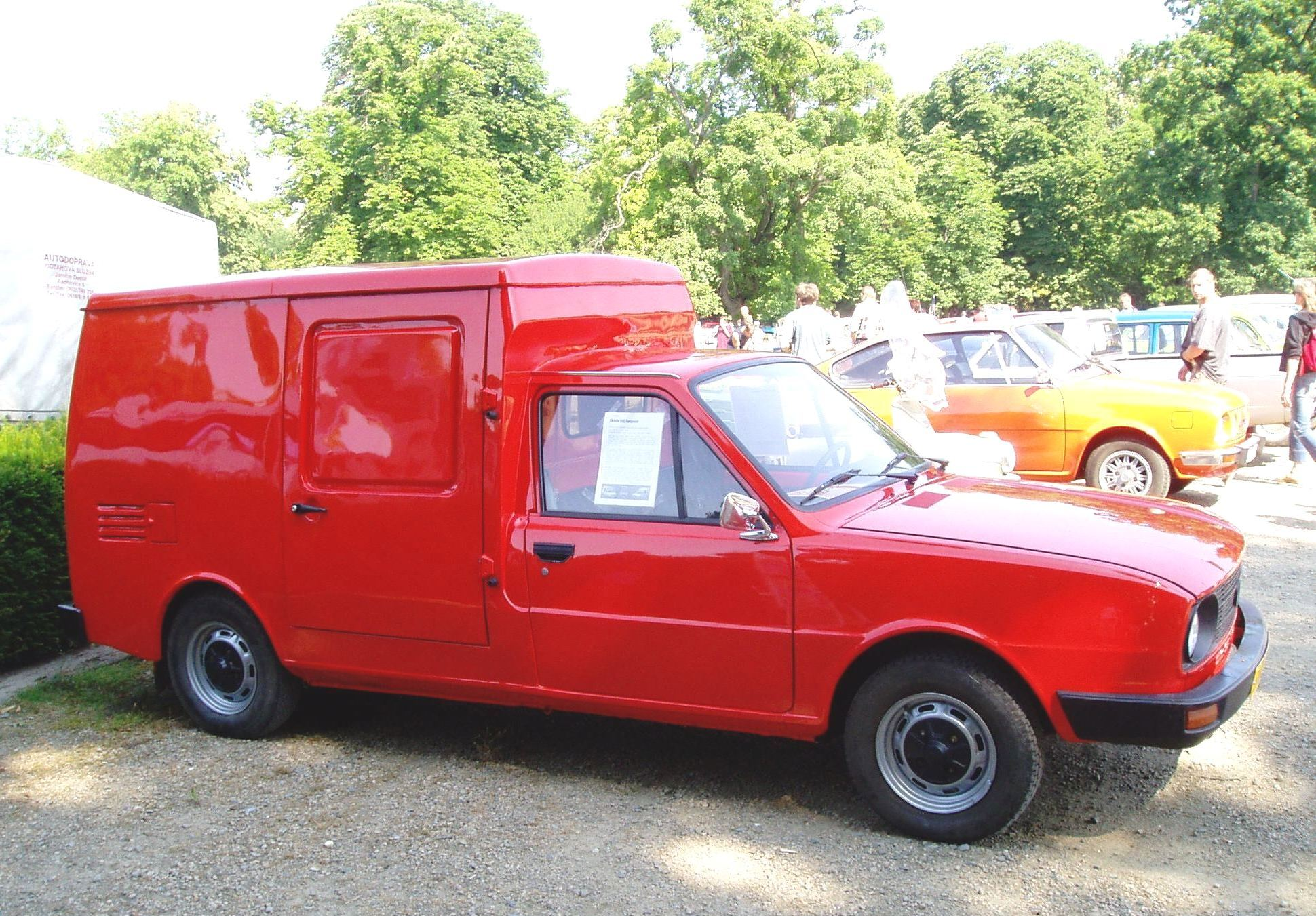
BAZ・Furgonet
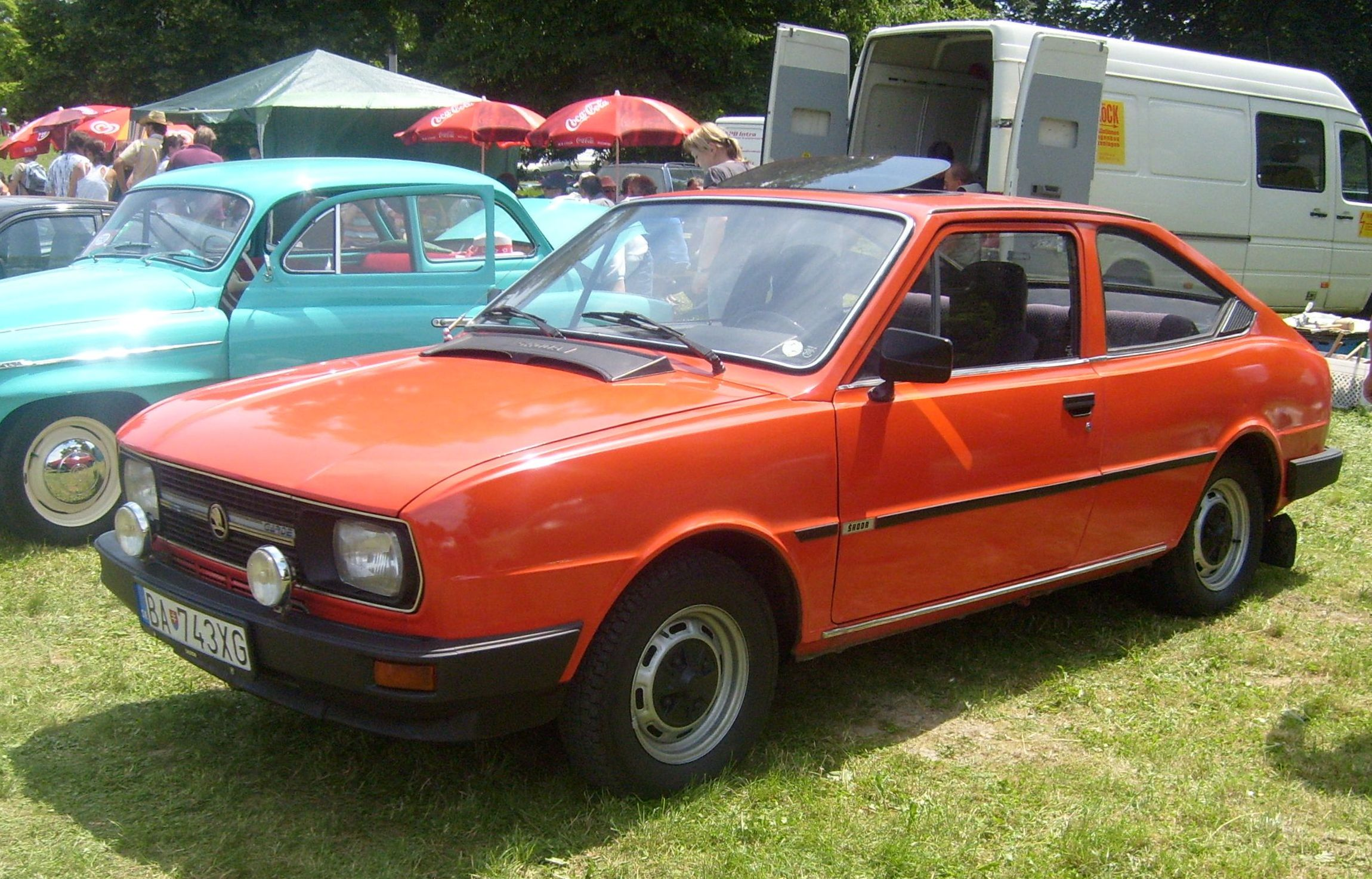
シュコダ・ガルデ
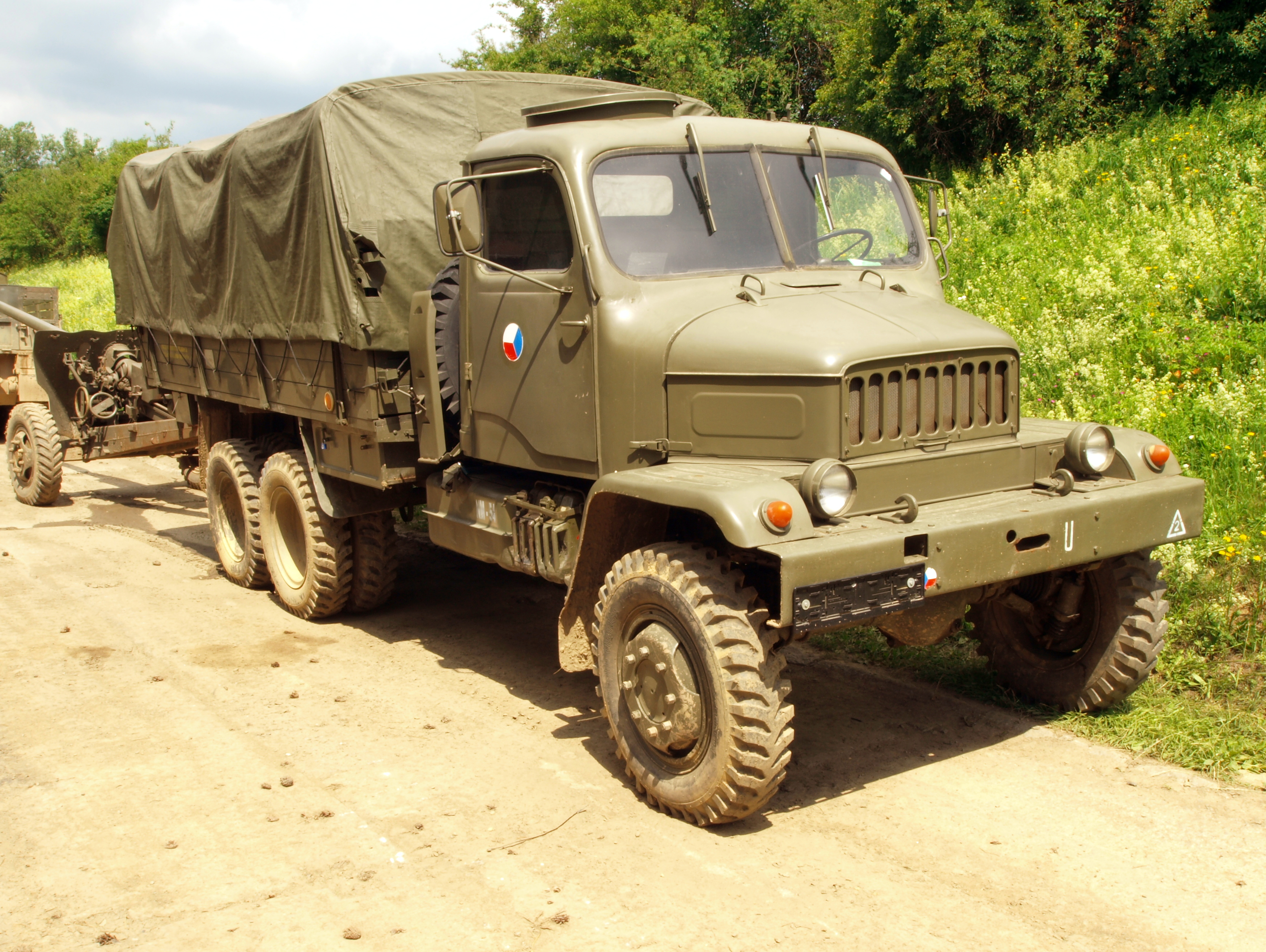
プラガ・V3S

### フォルクスワーゲン・グループ
1991年5月に鉄のカーテンが崩壊するとフォルクスワーゲン・グループがBAZの株式の80%を取得した。シュコダ車の生産は続けられたが、フォルクスワーゲン・グループが保有する他の車種へも生産は拡大され、その最初はフォルクスワーゲン・パサートであった。1998年にフォルクスワーゲン・グループはBAZの残余分の株式も購入し、社名を「フォルクスワーゲン・スロバキア」と改称した。その後フォルクスワーゲン・グループは2000年にシュコダ社も完全子会社化した。
フォルクスワーゲンが独自の大型SUV車用プラットフォームであるPL7x系プラットフォームを開発してからは、この工場はフォルクスワーゲン・グループ内全てのブランドのこのプラットフォームを使用する車を生産することとなり、現在ではアウディ・Q7、フォルクスワーゲン・トゥアレグと同じプラットフォームを基に共同開発されたポルシェ・カイエン、ベントレー・ベンテイガが生産されており、さらに登場予定のランボルギーニ・ウルスもこのプラットフォームを使用するため車体の組み立てはブラチスラヴァ工場で行われる予定である。またフォルクスワーゲン・ゴルフの四輪駆動モデルであるシンクロ (Syncro) を生産するグループ内で唯一の工場でもある。2011年11月からはヨーロッパ市場向けのフォルクスワーゲン・up!、そのバッジエンジニアリング・モデルであるセアト・ミー (SEAT Mii) とシュコダ・シティゴ (Škoda Citigo) の生産も行っている。

## 生産工程
施設内で現在工場が占める面積は1,780,058平方メートル (19,160,380 sq ft)である。ボディの組み立てと溶接は2つあるボディ・ショップの内の1つで行われ、その後ペイント・ショップで26色ある標準色の中の1色に塗装される。併設されている総合/モジュール棟では、自工場内での使用分とその他ブランドの様々な車種で使用する双方の変速機を生産している。ボディは21面分のサッカーのフィールドと同等の広さを持つ組み立て棟へと運ばれ、ここで塗装済みボディが組み立て済みのアンダーボディとシャーシに結合される。フォルクスワーゲン・グループの車とポルシェの車はこの工程の後で分けられる。
アウディ・Q7、フォルクスワーゲン・トゥアレグ、Up!とその派生モデルは、配線、車輪、シート、ステアリング・ホイール等の残りの部品を組み付けられて完成する。その後完成車は最終走行テストのために、オートザイルバーン・ブラチスラヴァというフニテル方式の貨物索道を使用して併設のテストコースまで運ばれる。更に検査を受けてこれに合格した車はディーラーへの配送準備に回される。

### 物流
DHL社が列車 (70%) と道路を使用したこの工場からの全ての出荷と配送を担当している。自工場内で行われるボディのプレス加工、変速機の製造、マルチン工場から供給される様々なアンダーボディや駆動系の部品は別にして、部品の90%はドイツのヴォルフスブルクにあるフォルクスワーゲンの総合部品センターから直接この工場に10便/日の列車で運び込まれている。
ポルシェ・カイエンは現在のところボディとアンダーボディが結合された状態で出荷され、その後に鉄道輸送で直接ドイツのライプツィヒにあるポルシェの工場に運ばれ、そこで内装の取り付け、仕上げ、最終検査が行われて完成する。ポルシェのフォルクスワーゲン・グループへの統合という観点からこの生産形態は、新しい大型SUV車用プラットフォームが導入される2016年以降には変更される模様であり、2018年登場の3代目カイエンからブラチスラヴァでの一貫生産に変更される予定である。ベントレー・ベンテイガも同様にイギリスのクルー工場で最終仕上げが行われているが、ブランドの性質上、ブラチスラヴァでの一貫生産は今後も行われない方針である。

## 生産車種
- 現行モデル:
  - アウディ・Q7
  - ポルシェ・カイエン
  - フォルクスワーゲン・トゥアレグ
  - ベントレー・ベンテイガ
  - フォルクスワーゲン・ゴルフ シンクロ (Syncro)
  - フォルクスワーゲン・up!
    - セアト・ミー (SEAT Mii)
    - シュコダ・シティゴ (Škoda Citigo)

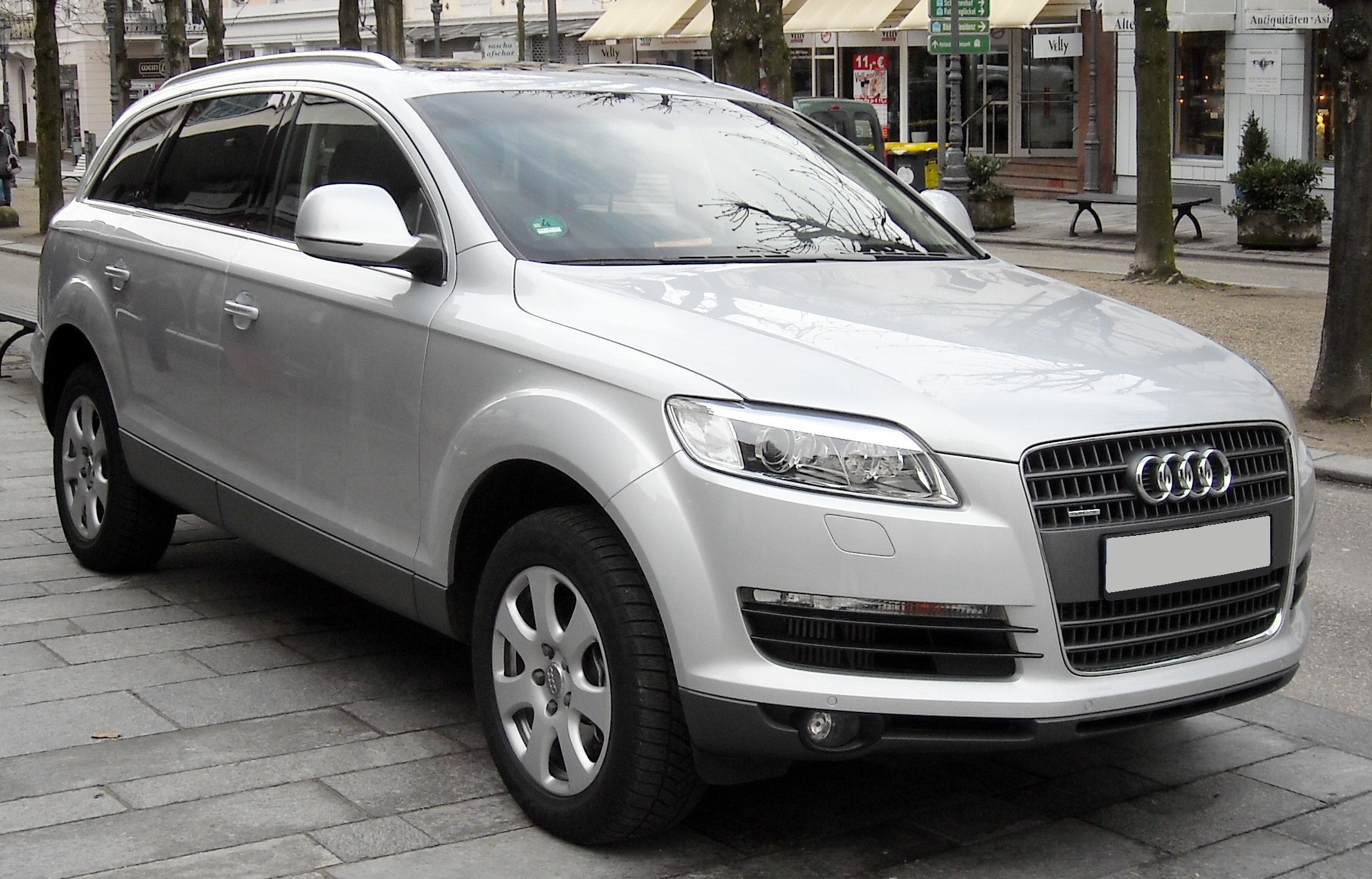
アウディ・Q7
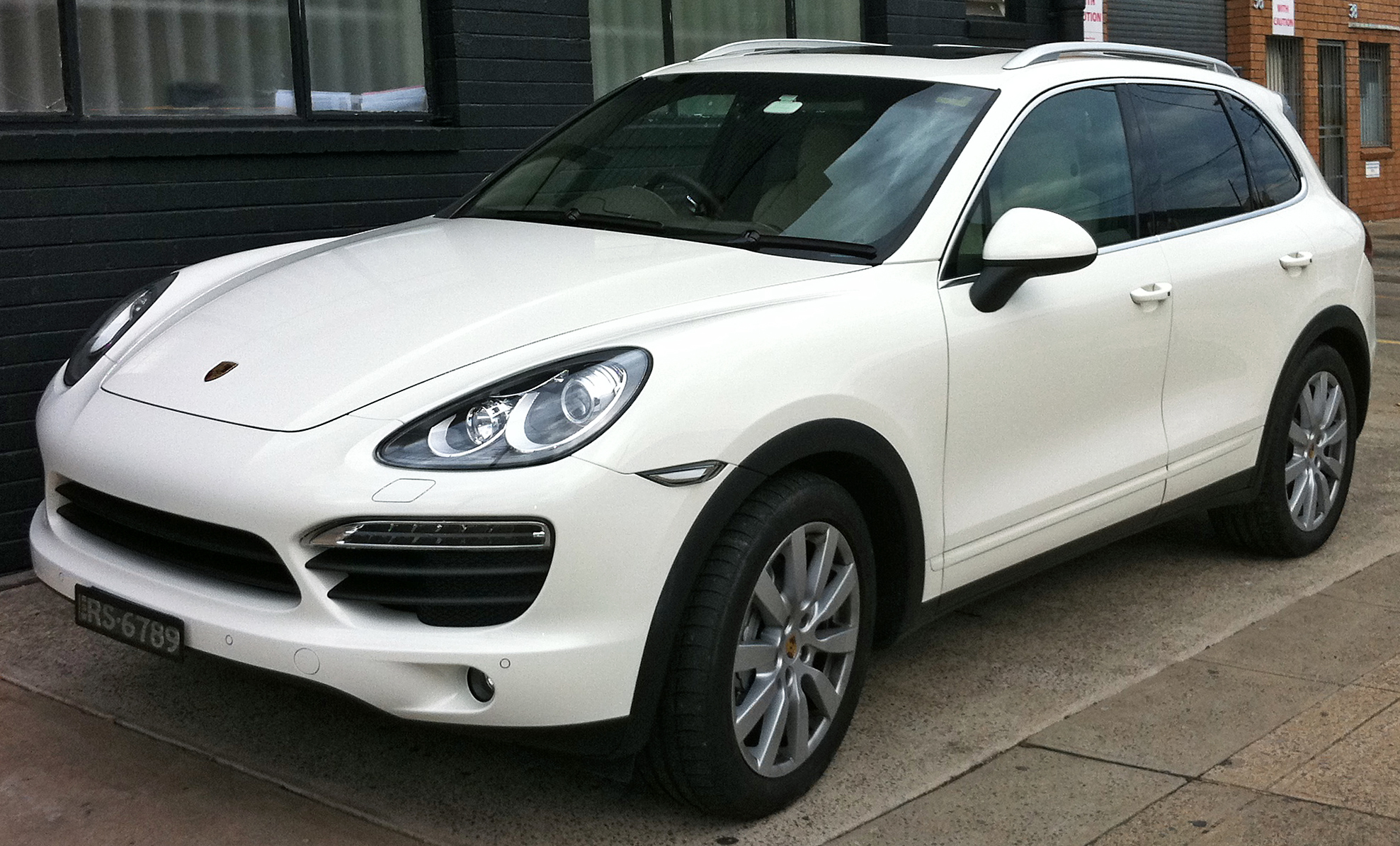
ポルシェ・カイエン
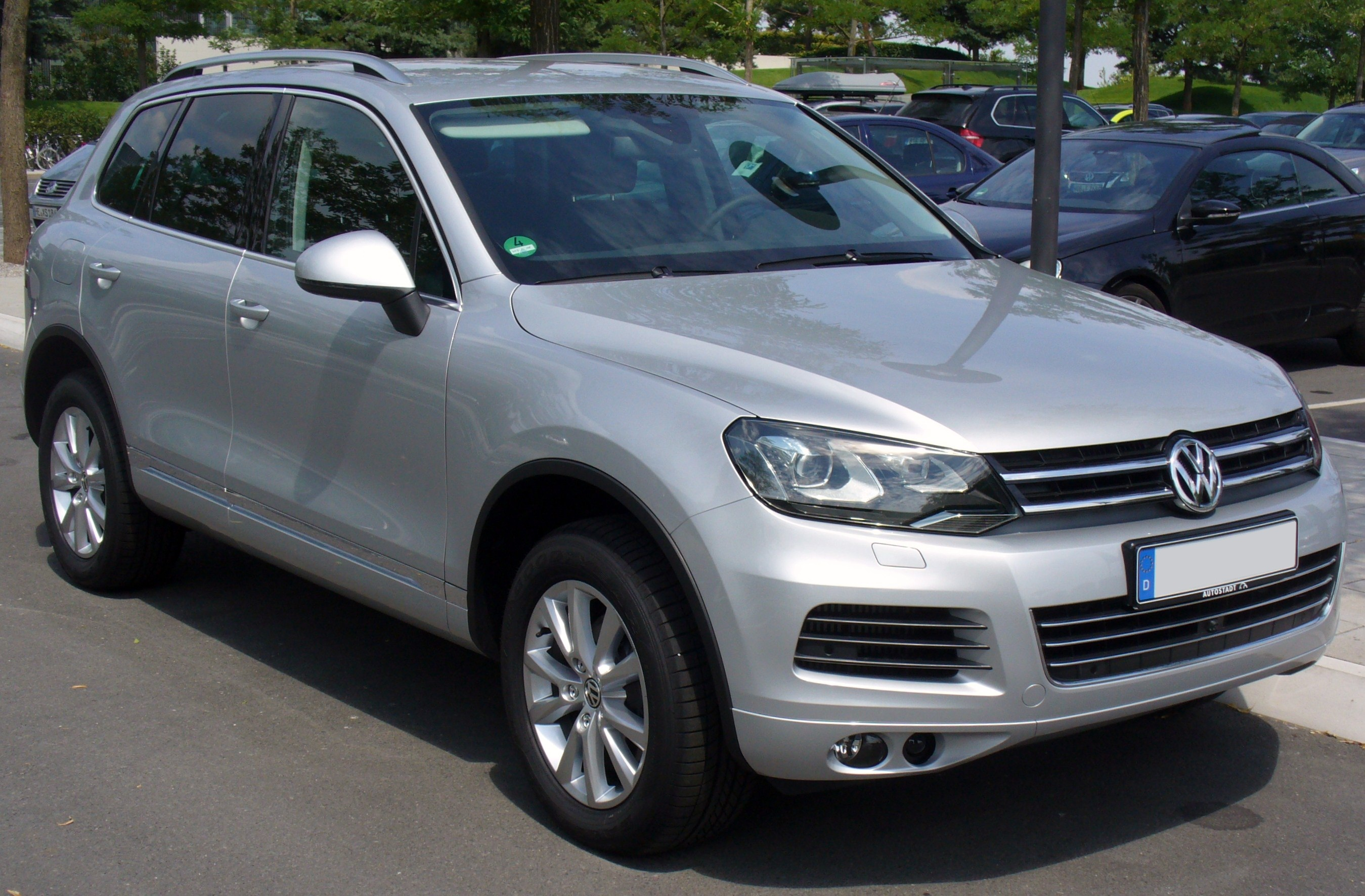
フォルクスワーゲン・トゥアレグ
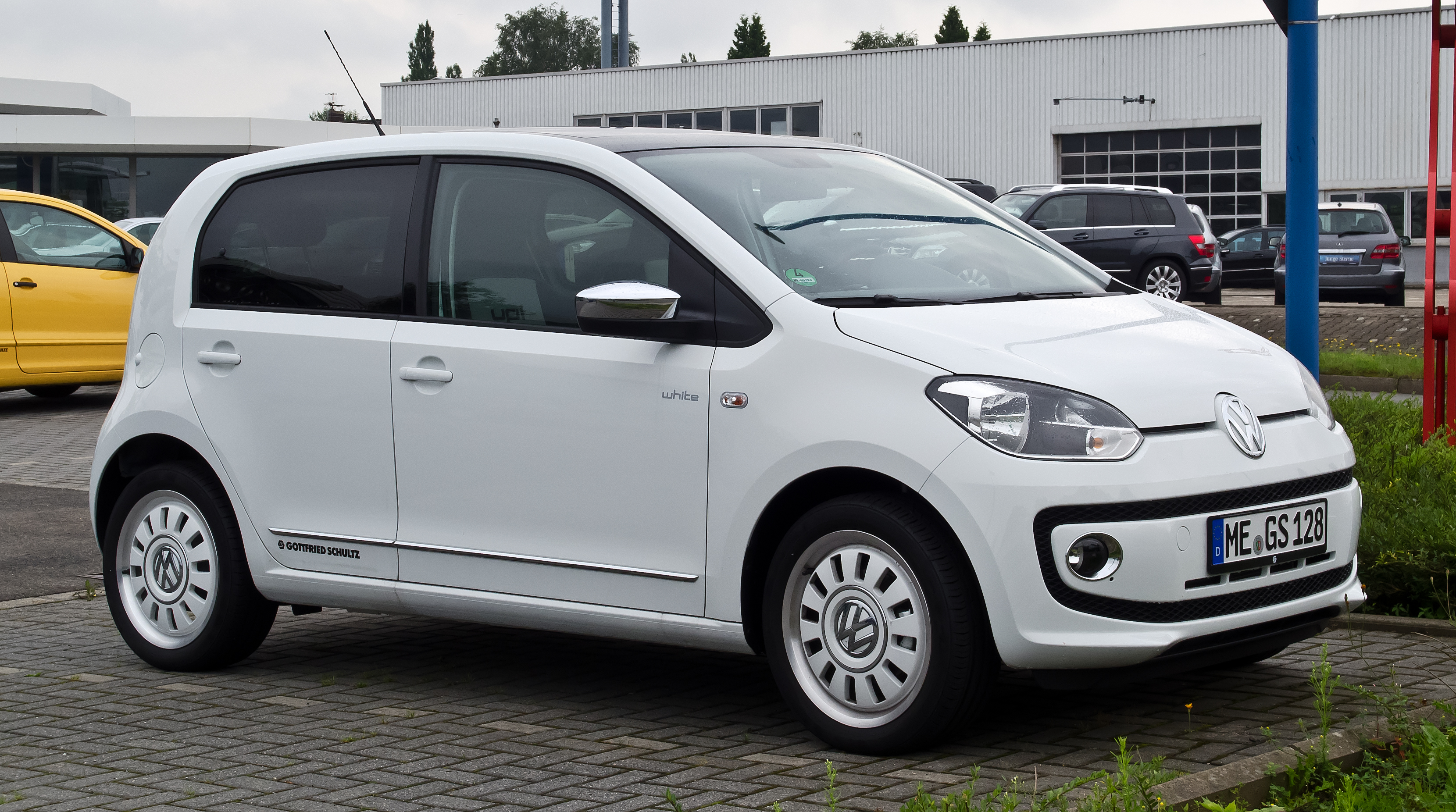
フォルクスワーゲン・up!
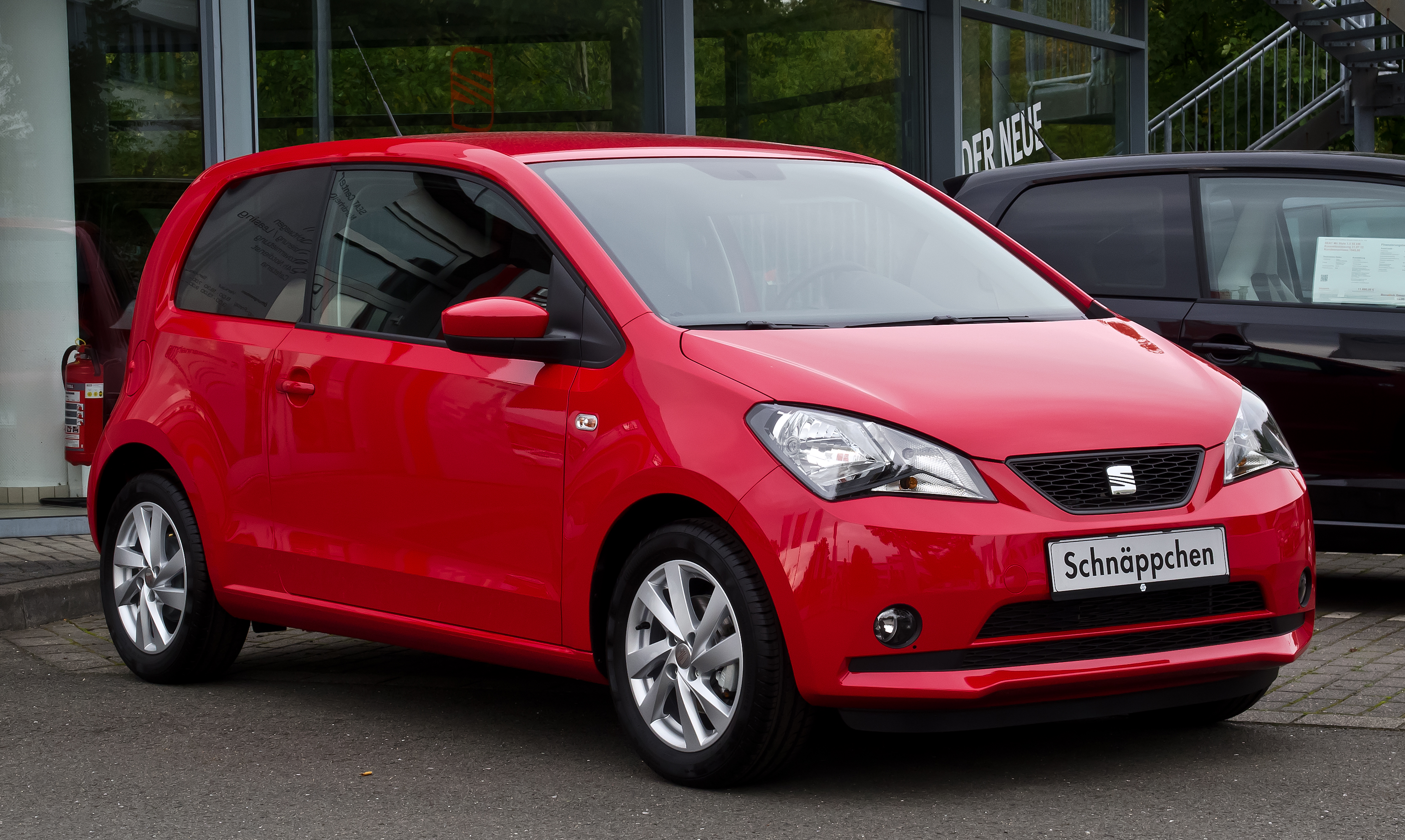
セアト・ミー
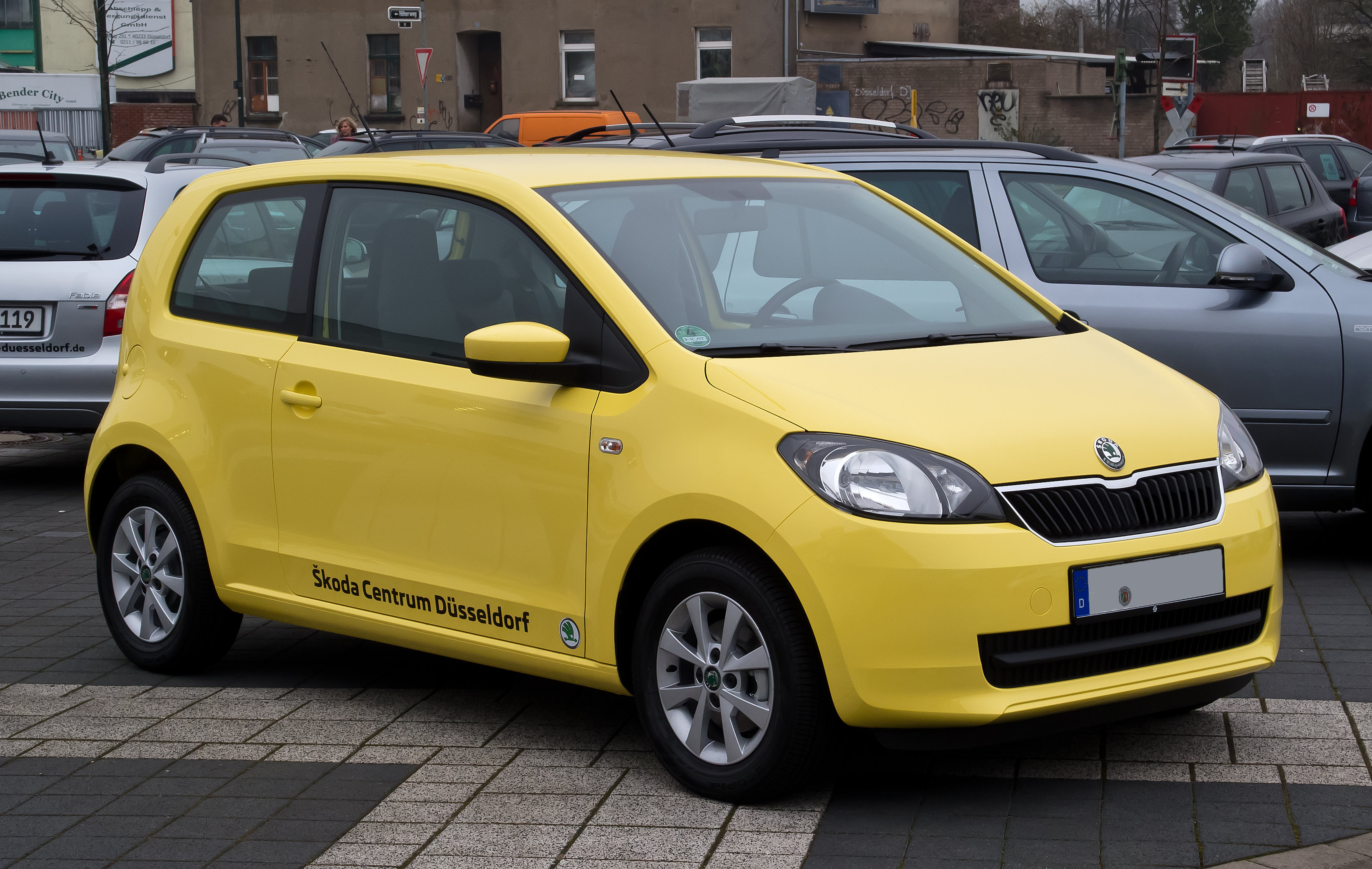
シュコダ・シティゴ

- 過去モデル:
  - セアト・イビサ (6L)
  - フォルクスワーゲン・ポロ
  - フォルクスワーゲン・ゴルフ Mk3 ヴァリアント
  - フォルクスワーゲン・ゴルフ Mk4 ヴァリアント
  - フォルクスワーゲン・ゴルフ Mk4
  - フォルクスワーゲン・パサート

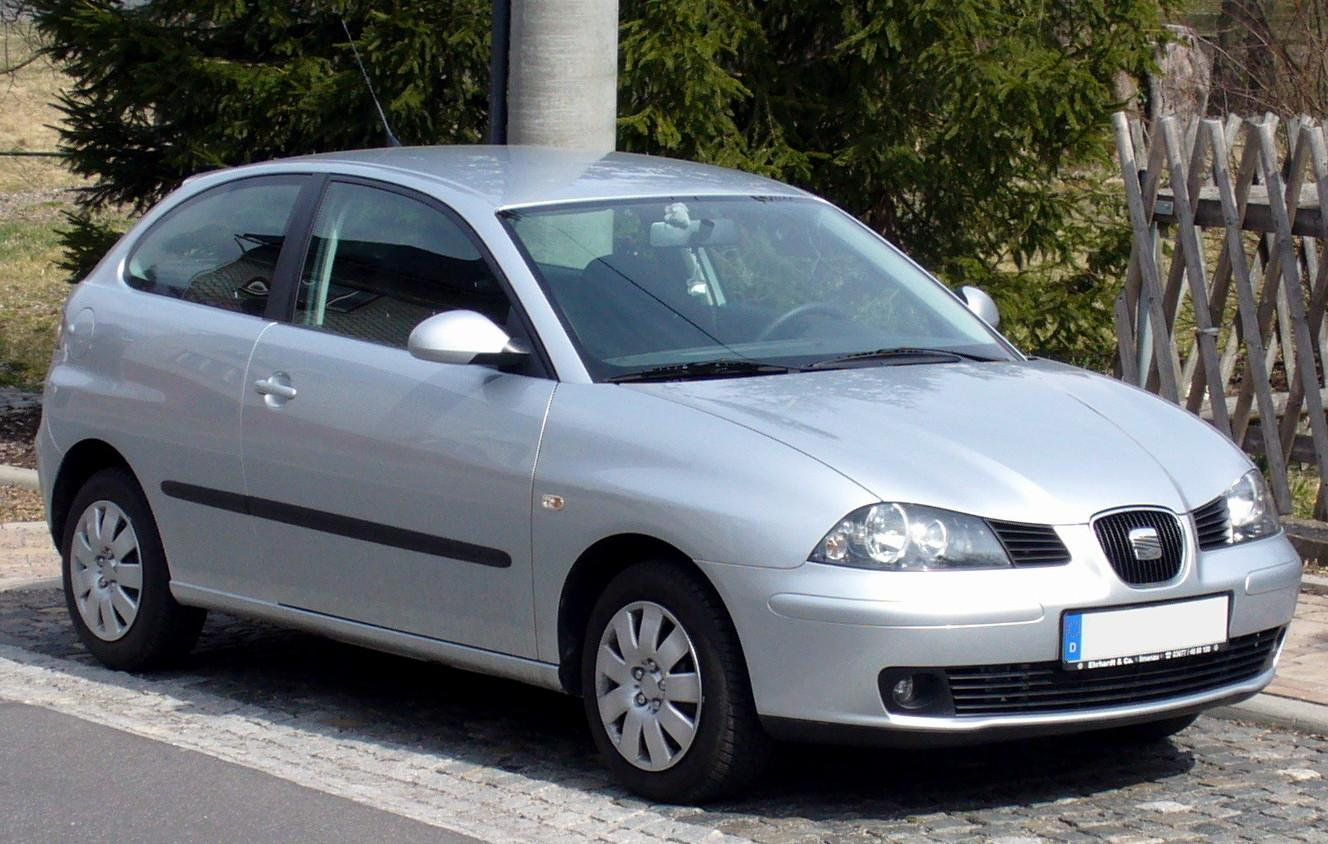
セアト・イビサ (6L)
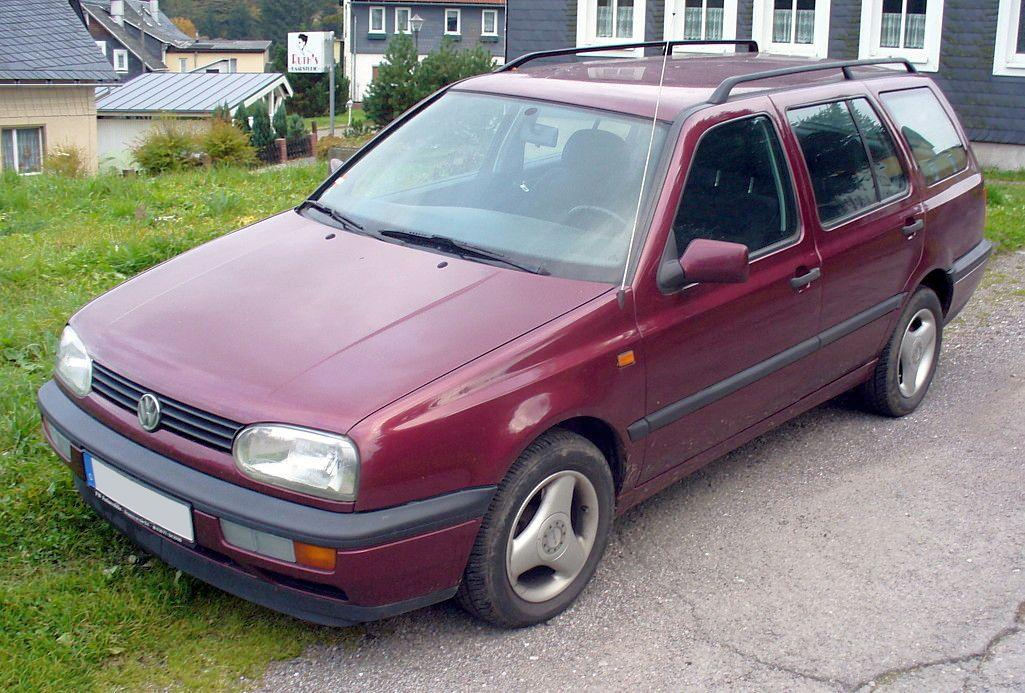
フォルクスワーゲン・ゴルフ Mk3 ヴァリアント
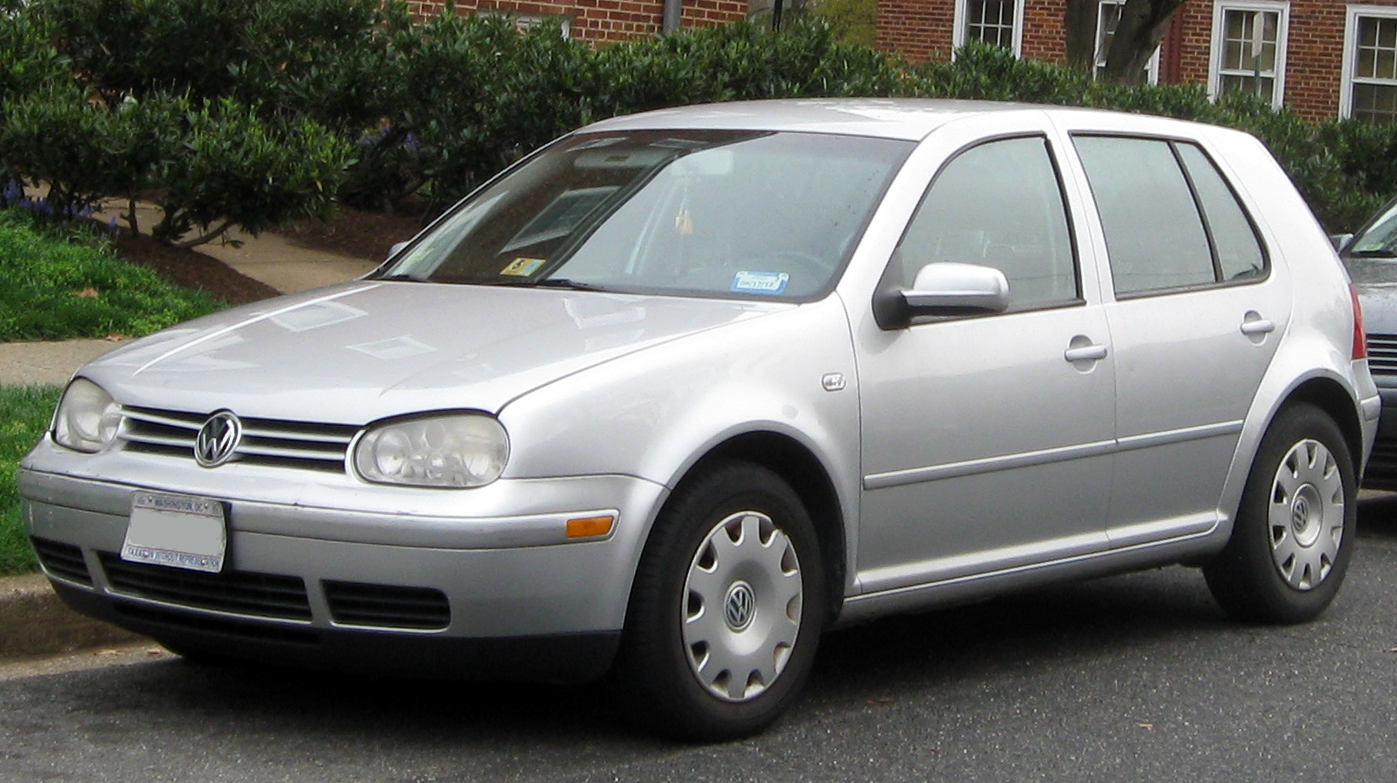
フォルクスワーゲン・ゴルフ Mk4
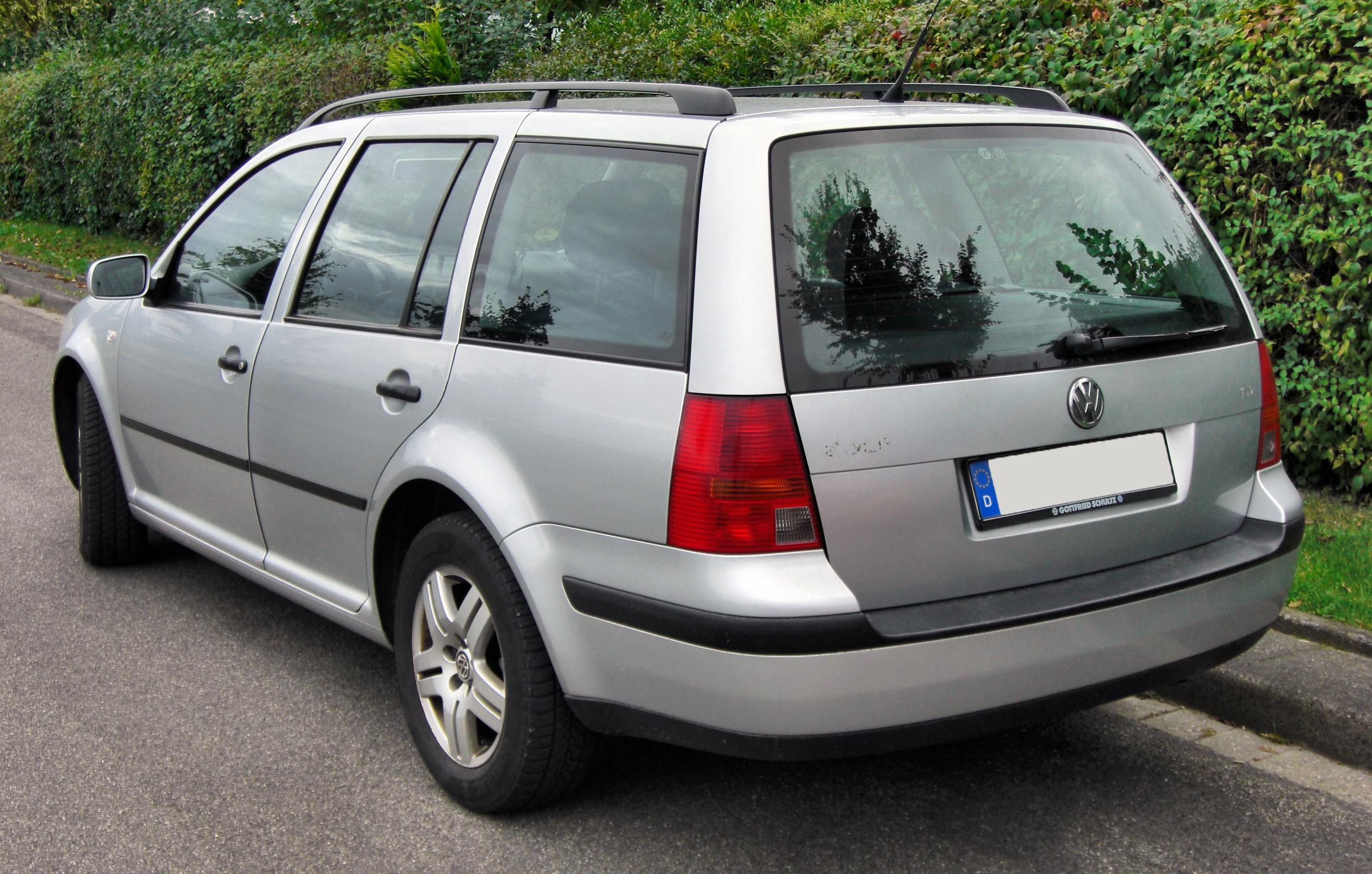
フォルクスワーゲン・ゴルフ Mk4 ヴァリアント